# 筑紫熊七

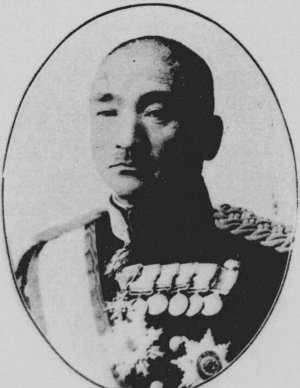
筑紫熊七

筑紫 熊七（つくし くましち、1863年3月14日（文久3年1月25日） - 1944年（昭和19年）1月21日）は、日本陸軍の軍人。陸軍中将従三位勲一等功三級。

## 経歴
熊本県出身。筑紫源三の長男として生れる。1884年（明治17年）9月、陸軍士官学校に入学し、1887年（明治20年）7月、砲兵少尉に任官。1888年（明治21年）7月、陸士（旧9期）を卒業し野戦砲兵第6連隊付となる。
1894年（明治27年）11月、要塞砲兵第2連隊付となり、参謀本部員を経て、1899年（明治32年）10月、砲兵少佐に昇進。1900年（明治33年）10月、清国派遣となり、東京湾要塞砲兵連隊大隊長、参謀本部出仕、要塞砲兵監部員、舞鶴要塞砲兵大隊長などを歴任し、1904年（明治37年）5月、砲兵中佐に進級。同年6月、大本営幕僚付として旅順に派遣された。1905年（明治38年）1月、大本営参謀に就任し、陸軍要塞砲兵射撃学校教官を経て同校長となり、1907年（明治40年）11月、砲兵大佐に昇進した。
1908年（明治41年）1月、要塞砲兵射撃学校が重砲兵射撃学校に改称するが引き続き校長を務めた。1912年（大正元年）12月、欧州に出張。1913年（大正2年）7月、陸軍少将に進級し陸軍省兵器局長に就任した。1917年（大正6年）8月、陸軍中将に進み重砲兵監となり、兵器局長（再任）、陸軍技術本部長を経て、1922年（大正11年）8月、待命となり、翌年3月、予備役に編入された。
1922年（大正11年）8月、曮弘会副会長に就任。1932年（昭和7年）8月、満州国参議となり、1934年（昭和9年）8月から1937年（昭和12年）月まで、満州国参議府副議長に在任。1939年（昭和14年）月3月、精動連盟理事長に就任した。

## 栄典
位階
- 1890年（明治23年）10月15日 - 正八位[1]
- 1892年（明治25年）1月27日 - 従七位[2]
- 1894年（明治27年）12月18日 - 正七位[3]
- 1899年（明治32年）12月20日 - 従六位[4]
- 1907年（明治40年）12月27日 - 従五位[5]
- 1913年（大正2年）1月30日 - 正五位[6]
- 1917年（大正6年）8月30日 - 従四位[7]
- 1923年（大正12年）4月20日 - 正四位[8]
- 1944年（昭和19年）1月21日 - 従三位[9]

勲章等
- 1896年（明治29年）5月5日 - 勲六等瑞宝章[10]
- 1901年（明治34年）12月28日 - 勲四等瑞宝章[11]
- 1902年（明治35年）5月10日 - 明治三十三年従軍記章[12]
- 1915年（大正4年）11月7日 - 勲二等旭日重光章・大正三四年従軍記章[13]
- 1920年（大正9年）11月1日 - 勲一等旭日大綬章・大正三年乃至九年戦役従軍記章[14]
- 1937年（昭和12年）2月23日 - 金杯一組・昭和六年乃至九年事変従軍記章[15]
- 1940年（昭和15年）8月15日 - 紀元二千六百年祝典記念章[16]

外国勲章佩用允許
- 1937年（昭和12年）5月2日 - 満州帝国：勲一位龍光大綬章[17]

## 親族
- 子息 筑紫富士雄（陸軍中佐）
- 娘婿 嶋田繁太郎（海軍大将）・光延東洋（海軍少将）

## 著書
- 『軍縮の第一歩へ - 国民必読』東亜印刷出版部1923年。
- 『台風に直面して』尊皇護国同志の会、1925年。
- 『満蒙経営の抱負を語る』興文社、1932年。